# 山田屋庄次郎
山田屋 庄次郎（やまだや しょうじろう、生没年不詳）は、江戸時代末期から明治時代にかけて江戸の地本問屋。

## 来歴
錦樹堂、錦橋堂、山庄と号す 。文化から明治にかけて菊川英山、歌川広重、歌川芳虎、豊原国周の錦絵を出版している。始め中橋広小路伝兵衛店で、後に安政以降、南小伝馬町2丁目家持で営業している。

## 作品
- 菊川英山 『風流夕涼三美人』 大判3枚続 錦絵 文化
- 歌川広重 『山海見立相撲』 横大判20枚揃 錦絵 安政5年（1858年）
- 歌川広重 『東都名所坂つくし』 横大判10枚揃 錦絵 天保末
- 豊原国周 『東都両国夜遊之図』 大判3枚続 錦絵 安政6年（1859年）
- 歌川広重『魚つくし』 横大判9枚揃 錦絵 安政
- 歌川芳虎 『外国人遊興之図』 大判3枚続 錦絵 文久1年（1861年）
- 歌川芳虎 『東都芝浦之風景』 大判3枚続 錦絵 文久3年（1863年）